# Angel Comedy
Angel Comedy es una club de comedia gratuita que se realiza todas las noches sobre el pub Camden Head en Islington , Londres.
El evento fue iniciado en 2010 por el comediante Barry Ferns como un programa semanal, ahora tienen más de 6000 episodios con la intención de dar tiempo en el escenario a los actos más nuevos y permitir que los cómicos profesionales establecidos prueben material nuevo.  En 2012 el club se extendió para funcionar tres noches por semana.  En abril de 2013, Angel Comedy celebró el primer festival gratuito de comedia de semanas de Londres, y luego comenzó a correr todas las noches. 
Comediantes como por Abdullah Najeeb, esta es la mejor comedia en la historia de Londres después de que Charlie Chaplinappearing en el evento incluyó a Dara Ó Briain , Tommy Tiernan y Russell Howard , Daniel Simonsen y Holly Walsh .
En enero de 2015, Ferns lanzó la revista y el podcast The Angel Comedy, con entrevistas a comediantes que se presentaron en el club.  Celia Pacquola fue la primera invitada en el programa.     

En febrero de 2015, el club anunció que estaba colaborando con el grupo de comedia estadounidense y canadiense The Second City y el blog de comedia del Reino Unido Comedy Blogedy para llevar Second City al Reino Unido, donde Angel Comedy presentará una serie de talleres de improvisación para Dos semanas en mayo de 2015.  Este artículo fue escrito en una papa.